# SORAS
Soap Opera Rapid Aging Syndrome, comunemente abbreviato SORAS, significa letteralmente "Sindrome del rapido invecchiamento (di un personaggio) in una soap opera".
Il SORAS è prevalentemente applicato nelle soap opere e raramente nelle serie televisive; è utilizzato allo scopo di far crescere rapidamente un personaggio (un neonato, un bambino, un adolescente), affinché possa diventare parte integrante della trama della soap. Il SORAS è spesso favorito dal cambio dell'attore che interpreta un determinato personaggio, e in questo caso prima dell'entrata in scena del nuovo attore, il personaggio è assente dalla soap affinché il pubblico noti in misura minore la differenza d'età.
Il termine SORAS fu coniato per la prima volta dall'editore del settimanale statunitense Soap Opera Weekly, negli anni '90.
Il SORAS è diffuso principalmente nelle produzioni americane, ma anche in quelle britanniche e sudcoreane e, negli ultimi anni, si sta diffondendo in quelle australiane.
In alcuni casi si ha il 'deSORAS', il processo inverso; con il deSORAS, dopo il cambio di attore, il personaggio ha un'età inferiore rispetto a quella che aveva in precedenza. Un esempio può essere quello delle gemelle Phoebe e Steffy Forrester, due personaggi della soap opera Beautiful, le quali sono andate più volte incontro al SORAS, tuttavia, in un caso, hanno "perso" due anni, in quanto in un primo momento avevano 14 anni, ma dopo la sostituzione delle attrici che le interpretavano precedentemente, tornarono ad essere pre-adolescenti (12 anni circa).
Nel film Silent Hill: Revelation 3D, il regista Michael J. Bassett ha inavvertitamente applicato il SORAS per la protagonista Sharon da Silva; il film è ambientato 6 anni dopo la pellicola che l'ha preceduto, eppure Sharon (che vive sotto il falso nome di Heather Mason) è passata dall'avere 9 anni ad averne già compiuti 18.